# 市川北インターチェンジ
市川北インターチェンジ（いちかわきたインターチェンジ）は、千葉県市川市国分にある東京外環自動車道のインターチェンジである。三郷・川口方面への入口、三郷・川口方面からの出口のみのハーフICである。

## 歴史
- 2016年（平成28年）11月9日 : IC名称が「市川北IC」として正式決定[1]。
- 2018年（平成30年）6月2日 : 三郷南IC - 高谷JCT間開通に伴い、供用開始[2]。
- 2025年（令和7年）9月2日：入口料金所がETC専用化（予定）[3]。

## 周辺
- 道の駅いちかわ

## 接続する道路
- 直接接続
  - C3東京外環自動車道(85番)
  - 国道298号
- 間接接続
  - 国道14号
  - 千葉県道264号高塚新田市川線

## 隣
C3 東京外環自動車道
(83)松戸IC - 北千葉JCT（事業中） - (85)市川北IC - (86)市川中央IC